# 吉布劳省
吉布劳省（西班牙語：Djibloho）是非洲國家赤道幾內亞的一個省，位於木尼河地区上游，整体嵌入韦莱-恩萨斯省，西南与中南省相接。面積452.5平方公里。首府拉巴斯城。2015年8月1日，正式成立。